# 애드스케이프
애드스케이프(Adscape)는 2007년 2월 15일 230만 미국 달러로 구글에 인수된 샌프란시스코 소재 게임 내 광고 기업이다. 애드스케이프는 2002년 전 노텔 공학자 댄 윌리스에 의해 설립되었다. 애드스케이프는 HIG 벤처스라는 조지아주 애틀랜타 소재 벤처 캐피털 기업으로부터 3,200,000 미국 달러의 자금을 지원 받아 2006년 2월 런칭하였다. 이 기업은 비디오 게임에 유동적인 광고 전달을 포함한 서비스를 제공한다. 구글에 인수된 이후 아직 게임 퍼블리셔와 파트너십을 맺은 적이 없다.
구글이 회사를 인수하면 애드스케이프의 특허가 부여된다. 구글은 보도자료를 통해 이번 인수에 대해 "점점 더 많은 사람들이 비디오 게임을 하며 시간을 보내면서 광고주가 고품질의 매력적인 사용자 경험을 유지하면서 타겟 고객에게 다가갈 수 있는 기회를 만들 수 있다고 생각한다"고 밝혔다. 이번 인수는 마이크로소프트가 이미 2006년에 유비소프트, THQ 및 테이크투 인터랙티브(Take-Two Interactive)를 비롯한 게임 퍼블리셔와 2억 달러에 계약을 체결한 게임 내 광고 회사 매시브 인코퍼레이티드(Massive Incorporated)를 인수한 데 따른 것이다. 한 전문가는 인수에 대해 다음과 같이 말했다. “구글과 매디슨 애비뉴의 광고 형태에는 엄청난 차이가 있다. [...] 모두가 구글이 제공할 수 있는 비용을 높이 평가하지만 [게임 내 광고] 경험에 관해서는 그런 정보가 없다.” 애드스케이프는 2007년 3월 애틀랜타에 있는 사무실에서 캘리포니아주 마운틴뷰에 있는 구글 본사로 이전했다. 애드스케이프의 리더십에는 최고 기술 책임자인 댄 윌리스(Dan Willis), 회장인 버니 스톨라(Bernie Stolar), 마케팅 부사장인 에바 우(Eva Woo)가 포함된다.